# Vincent V. Severski

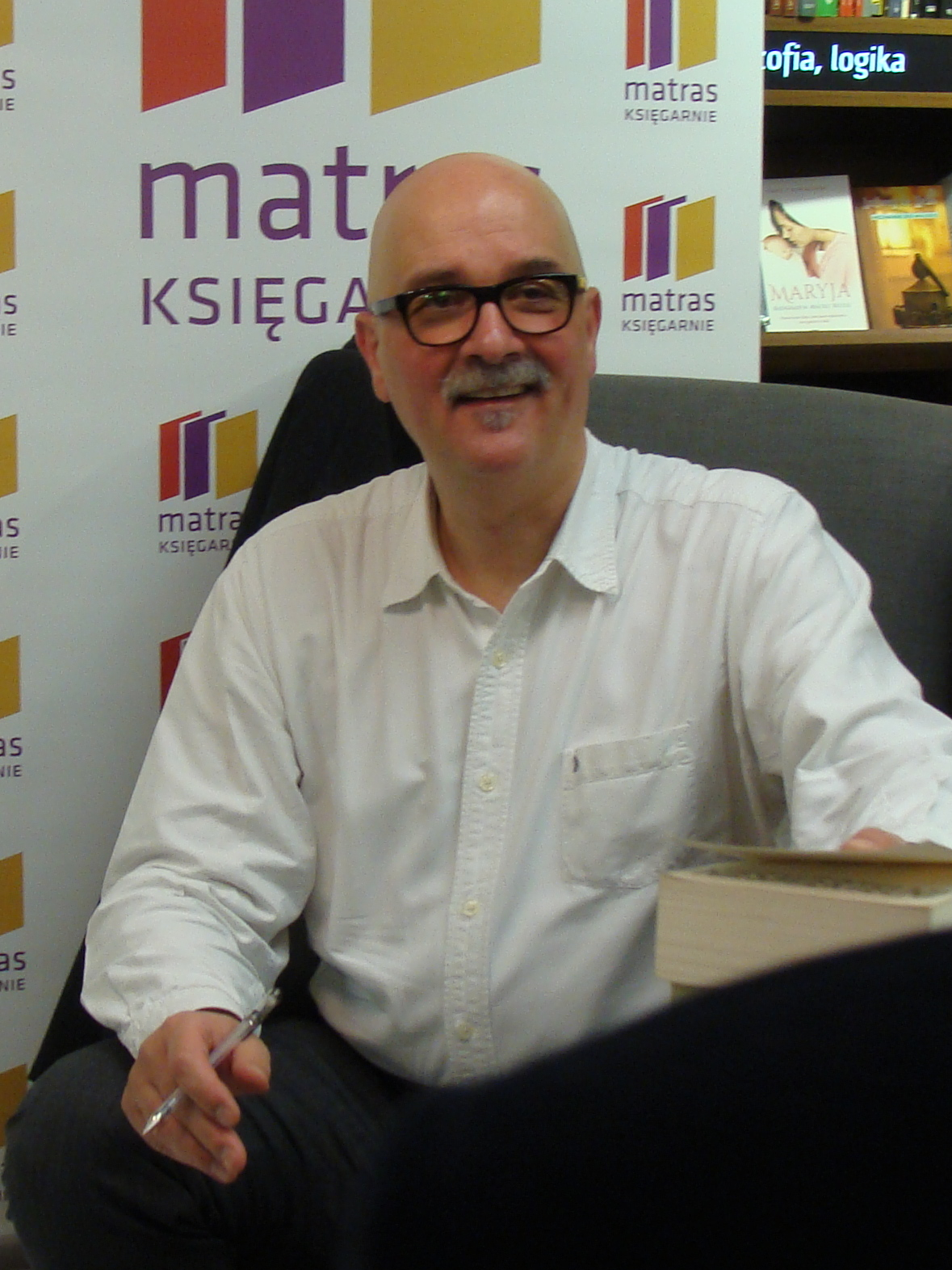
Vincent V. Severski.

Vincent Viktor Severski, egentligen Włodzimierz Sokołowski, född 4 oktober 1956 i Warszawa, är en polsk författare och underrättelseagent.
Severski debuterade 2011 som författare med spionromanen Nielegalni. Romanen Plac Senacki 6 PM (2022) utspelar sig i Helsingfors.
Förutom för polska talar Severski engelska, ryska och svenska. Han beundrar spionromaner av John le Carré.